# Китайский национализм
Китайский национализм (кит. трад. 中國民族主義, упр. 中国民族主义, пиньинь Zhōngguó mínzúzhǔyì, палл. Чжунго миньцзучжуи) — форма национализма, возникшая в конце правления династии Цин. После поражения в японо-китайской войне и интервенции восьми держав в общественном сознании китайцев оказался поколеблен синоцентризм, что требовало ответа и в плане официальной идеологии. Первым теоретиком китайского национализма явился Лян Цичао, который пытался использовать опыт реставрации Мэйдзи в Японии. Сунь Ятсен, разработав Три народных принципа, на первое место поставил принцип национализма, который рассматривал как важный механизм обеспечения гражданского единства. В его понимании китайский национализм не связан с великоханьским шовинизмом, так как китайская нация является пятисоставной. Распространение идей китайского национализма в массах тесно связано с Движением четвёртого мая 1919 года. Идеи национализма играли важную роль в политике Китайской республики в 1929—1949 годах. После создания Китайской народной республики в 1949 году Коммунистическая партия Китая использовала националистические идеи и лозунги в политических целях.

## Важная роль
Представление об исключительной роли своей страны было характерно для китайцев издревле. Даже одно из её названий — 中国 (Чжунго) — означает «Срединное государство».
И сегодня важность формирования национальной общности населения КНР связана с тем, что, несмотря на восприятие китайцев иностранцами как единого народа, в стране есть народности, отличные от этнической группы хань. Но и внутри хань существуют различия, что наглядно видно по диалектам китайского языка: если бы не иероглифическая письменность, это были бы, зачастую, разные языки.
Формально национализм можно поделить на культурный и государственный.

## Культурный национализм
Сопровождающая глобализацию повсеместная «вестернизация» затронула и Китай. Радикально изменился облик сотен миллионов китайцев, особенно в мегаполисах: не только одежда и причёски, но и поведение. Западная массовая культура теснит культуру национальную. Это угрожает обществу отрицанием собственного наследия, ростом нигилизма, особенно среди молодёжи.
Государство старается создавать «новую национальную культуру», предлагая традиционные ценности взамен западных. Зачастую это меры жёсткие и непопулярные (например, ограничения в Интернете), но именно так Китай охраняет собственные культурные и общественные ценности, что, по мнению властей, повышает стабильность государства.

## Государственный национализм
Экономический рост — одна из главных идей и для государственного национализма. Необходимое для этого условие — опора на собственные источники роста. Националисты считают, что нужно уменьшать импорт, производя собственные аналоги западных товаров. Кроме этого, нужно повышать покупательную способность общества и расширять внутренний рынок. Это уменьшит зависимость экономики от иностранных потребителей и, с другой стороны, уменьшит расслоение китайского общества, которое неблагоприятно влияет на национальную солидарность.
Даже националисты, настроенные оппозиционно по отношению к КПК, подвергают Запад резкой критике и призывают к милитаризации страны, выдвигая целью превращение Китая в государство-гегемон. Они желают демократизации, но демократия для них — средство поднятия боевого духа и желания сражаться за свою нацию. В свою очередь, лояльные к власти интеллектуалы увязывают национализм с процессом демократизации. В Китае придерживаются принципа «единство — прежде демократии», в соответствии с которым национальная интеграция является основой для демократизации. Утверждение демократии возможно только в обществе, в сознании которого отсутствуют сомнения в своём единстве: чувство единения снижает риски социальной и экономической дезинтеграции при изменении политического строя. Поэтому проводимая правительством Китая политика укрепления национальной идентичности рассматривается некоторыми аналитиками в качестве этапа, предшествующего масштабной демократизации.

## Китайский национализм и внешние отношения
В настоящее время в стратегии нового китайского национализма преобладает конструктивная линия. Положительной чертой является отсутствие в нём иррационального экстремизма, рационализм и сбалансированность. В реальной внешней политике Пекин крайне осторожен.